# Zelândia (continente)

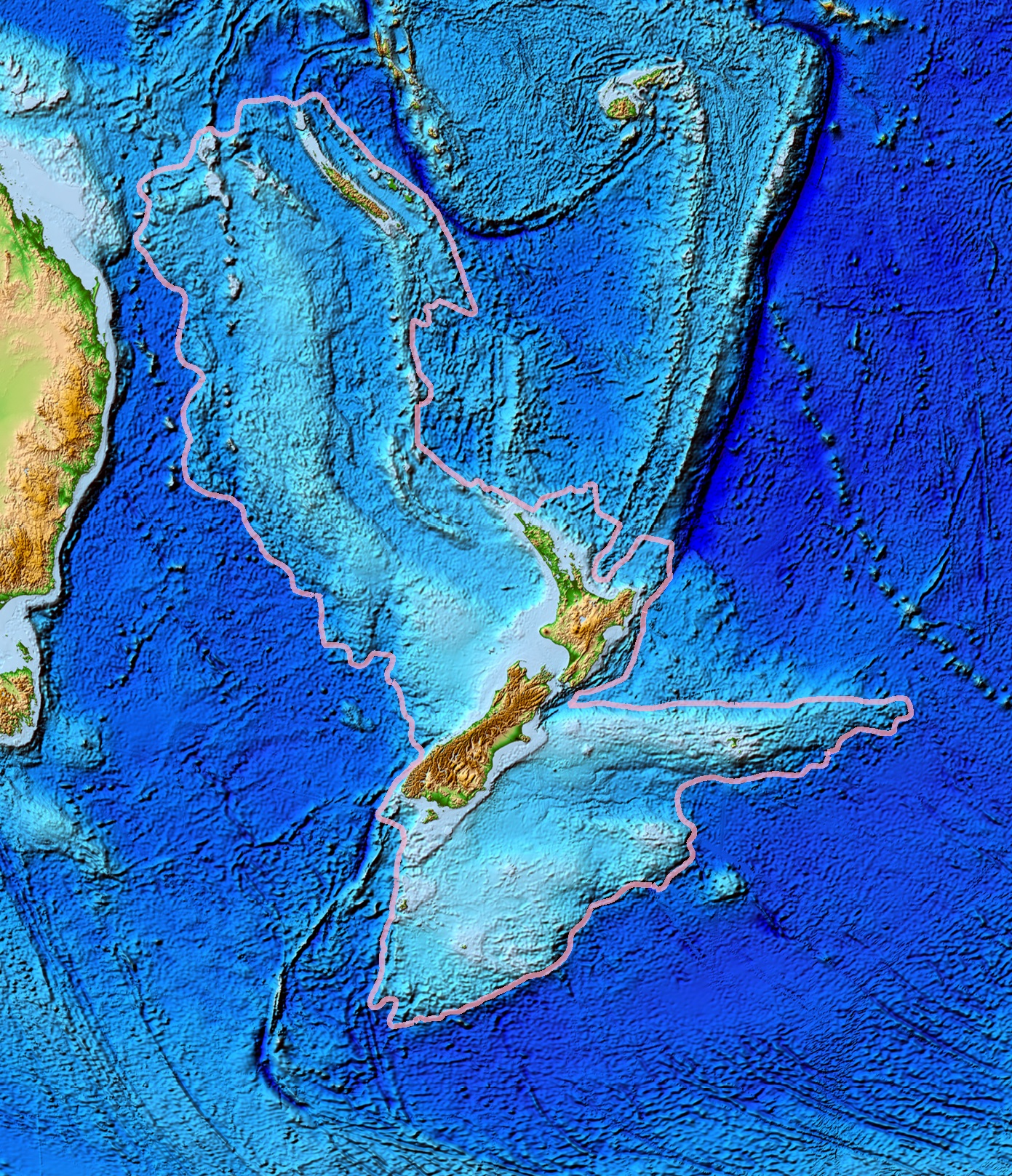
Localização da Zelândia.

A Zelândia, também conhecida como continente da Nova Zelândia ou Tasmantis, é uma massa de crosta continental de origem gondwânica, quase totalmente submersa, que abrange uma área de 4,9 milhões de quilômetros quadrados, sendo maior do que a Groenlândia ou a Índia, e quase a metade do tamanho da Austrália. Está situada na parte sudoeste do oceano Pacífico — entre os paralelos 15°-55°S e os meridianos 150°E-160°W — e compreende como parte emersa a Nova Caledônia (incluído a ilha principal e as ilhas menores), a ilha Norfolque, a Nova Zelândia, as ilhas de Auckland e Campbell mais ao sul, a ilha de Lord Howe a oeste, e a leste a ilhas Chatham. 
O nome Zelândia foi proposto em 1995 pelo geofísico e oceanólogo Bruce Peter Luyendyk. Desde da sua proposição, o uso do nome Zelândia como continente geológico não foi totalmente aceito pela comunidade internacional devido tanto a questões políticas como por não se ter todos os dados necessários para caracterizá-la como continente. Os geólogos Nick Mortimer e Hamish Campbell retomaram essa discussão em 2014, defendendo essa proposta através de critérios ecológicos e geológicos, no seu livro Zealandia: Our continent revealed. Porém foi somente em 2017 que um grupo de geólogos australianos, neozelandeses e neocaledônios conseguiu comprovar que a Zelândia possui todos os quesitos para ser considerada um continente.

## Geologia
A Zelândia está situada sobre duas placas litosféricas - a placa Australiana e a placa do Pacífico - e possui 94% da sua área submersa abaixo do atual nível do mar sob a forma de extensa plataforma continental, sendo isto o que a diferencia dos demais continentes. Sua elevação modal é em torno de -1100 m (Cogley 1984), e seu ponto mais elevado é o Aoraki Mount Cook (Nova Zelândia) com 3724 m de altitude. A existência de uma batimetria positiva ao norte e sul da Nova Zelândia é conhecida desde 1906 devido a levantamentos feitos por Farquhar. No entanto, foi somente com o auxílio de novas tecnologias - como satélite de batimetria por gravidade - que foi possível fazer mapeamentos mais aprimorados do relevo marinho da Zelândia e estabelecer o limite da Zelândia em profundidades entre 2500 e 4000 m, onde a base do talude continental encontra a planície oceânica abissal.
As litologias presentes na áreas ao redor da Nova Zelândia e da Nova Caledônia foram mapeadas através de várias expedições realizadas nos últimos 20 anos - após Luyendyk propor a Zelândia como um continente. Estas expedições consistiram na visita a afloramentos em ilhas, como também amostragem por testemunho de sondagem e dragagem do fundo marinho. Foram amostradas rochas de idade Paleozóica e Mesozóica típicas de crosta continental, tais como grauvacas, xistos, granitos, entre outras rochas silicosas.  As rochas de idade mais antigas encontradas foram os carbonatos de idade Cambriana do Terreno Takaka e os Granitos da Suíte Jacquiery (490-505 Ma). Nenhuma rocha com idade Pré-Cambriana foi encontrada, apenas zircões detríticos e xenólitos.
Em termos de estrutura crustal, a crosta continental da Zelândia possui velocidades de ondas P menor que 7 km/s e espessura entre 10 e 30 km, com exceção da Ilha Sul da Nova Zelândia onde a espessura é maior que 40 km. A crosta mais fina encontra-se ao longo da fossa da Nova Caledônia, que possui 2200 km de extensão por 200-300 km de largura e está a uma profundidade de 1500 a 3500 m. Southerland et al. (2010) e Hackney et al. (2012) interpretaram a fossa da Nova Caledônia como crosta continental que foi afinada no Cretáceo Superior e re-aprofundada no Eoceno devido à delaminação litosférica.
Além da fossa da Nova Caledônia (situada ao norte Nova Zelândia), a Zelândia possui outras feições morfoestruturais submersas, tais como: ao sul da Nova Zelândia ocorre o Platô de Campbell, o Batólito Mediano, o Xisto Haast e o Alto de Chatham; ao norte ocorre o Platô de Challenger, o Platô de Kenn, o Alto de Lord Howe, a Dorsal de Dampier, a Dorsal de Norfolk.
Na parte emersa ocorre a ilha da Nova Zelândia, o arquipélago da Nova Caledônia, entre outras ilhas menores. A formação da ilha da Nova Zelândia se deu através de um espessamento crustal, gerado pelo estabelecimento de um encurtamento perpendicular ao movimento da falha transformante (limite da Placa Australiana com a Pacífica), que consequentemente ocasionou o soerguimento de parte da massa continental submersa. A região do arquipélago da Nova Caledônia é composta por uma série de bacias e cristas de orientação NW-SE formadas por alongamento e abertura da margem leste da Austrália entre o Cretáceo Superior e o Paleoceno, e por convergência da placa Pacífica com a Australiana a partir do Eoceno.  
A Zelândia apresenta área suficientemente grande para ser considerada um continente, e limites bem definidos, como a Zona de Fratura Cato, com mais de 3600 metros de profundidade, que marca a separação entre o continente australiano e a Zelândia. 

### Evolução tectônica
A Zelândia foi formada a partir da quebra da margem do Gondwana, no Cretáceo Superior, como uma faixa continental de aproximadamente 4000 km de extensão. O estágio de quebra começou primeiramente com a  margem ocidental da Antártida há entre 85 e 130 milhões de anos, depois com a margem leste da Austrália por volta dos 60-85 milhões de anos. Após a quebra a Zelândia sofreu uma deformação continental substancial, em seu processo de afundamento, até chegar na sua posição atual. Acredita-se que por volta de há 23 milhões de anos pode ter sido completamente submersa.
No processo de quebra foi arrancado da margem do Gondwana cinturões orogênicos Fanerozóicos sobre os quais uma ampla província extensional e várias zonas de riftes estreitos foram sobrepostas. Sobre estas províncias extensionais e riftes ocorreu a deposição de uma cobertura de no mínimo duas dúzias de bacias sedimentares de idade cretácea a holocênica. Essas bacias estão espacialmente separadas, possuem espessura de 2-10 km e são compostas por estratos terrígenos e calcários, além de conter o registro do rifteamento continental - representativo da separação da Zelândia da Austrália e Antártida - e de eventos de transgressão marinha.

### Classificação como um continente
De acordo com o Glossário de Geologia, um continente é definido por quatro critérios, sendo eles: (1) altas elevações se comparado a crosta oceânica; (2) amplo intervalo de rochas ígneas siliciosas, metamórficas e sedimentares; (3) crosta espessada e estruturas com baixa velocidade de ondas sísmicas comparada a crosta oceânica; (4) limites bem definidos ao redor de áreas grandes suficientes para ser consideradas um continente.

Por possuir uma extensa área de 4,9M km2 com rochas de composições silicosas como xistos, granitos, grauvacas, entre outras e com características estruturais de crosta continental, a Zelândia se encaixa em todos os critérios do Glossário de Geologia para ser considerado continente.